# Hrabstwo Corangamite

Hrabstwo Corangamite na mapie stanu Wiktoria

Hrabstwo Corangamite (ang. Corangamite Shire) – obszar samorządu lokalnego (ang. local government area) położony w południowo-zachodniej części stanu Wiktoria. Samorząd powstał w wyniku stanowej reformy samorządowej w 1994 roku z połączenia następujących jednostek: Town of Camperdown oraz hrabstw Hampden, Heytesbury i z części Mortlake, Otway i Warrnambool.   
Powierzchnia samorządu wynosi 4404 km² i liczy 17 171 mieszkańców (dane z 2006 roku). 
Rada samorządu zlokalizowana jest w mieście Camperdown, złożona jest z siedmiu członków. Hrabstwo podzielone jest na pięć okręgów wyborcze:
- Central
- Coastal
- North
- South Central
- South West

Z okręgu Central wybieranych jest trzech radnych z pozostałych po jednym..  
W celu identyfikacji samorządu Australian Bureau of Statistics wprowadziło czterocyfrowy kod dla hrabstwa Corangamite – 1830.